# Poul Kjær Sørensen
Paul/Poul Edvin Kjær Sørensen (6. juni 1916 i Aarhus – 28. august 1943 i København) var en dansk bygningsingeniør og konstruktør og kommunistisk modstandsmand medlem af DKP, Frit Danmark, Aarsgruppen. Han var den første danske modstandsmand, som blev dømt til døden. 
Poul Kjær Sørensen var tilknyttet Viborg Kaserne som soldat, da tyskerne invaderede Danmark 9. april. Det danske forsvar blev af regeringen bedt om ikke at gøre modstand, og det var flere af landets soldater triste og frustrerede over - heriblandt Poul Kjær Sørensen, der i stedet gik aktivt ind i modstandskampen.
Natten mellem den 17. og 18. august 1943 var han derfor med ved opsamlingen efter en våbennedkastning ved Madum Sø i Rold Skov. På vej hjem blev de ti modstandsfolk spottet af en tysk militærvogn ved skovfogedstedet Hollandshus. Bankassistenten Niels Erik Vangsted blev skudt, og Poul Kjær Sørensen, som forstuvede foden, blev taget til fange og bragt til København, hvor han dagen efter blev dødsdømt ved en tysk krigsret på Nyboder Skole. Han blev henrettet ti dage senere på en åben gård, et militært terræn, sandsynligvis gården Birkelund på Fælledvej i Dragør. For at undgå uroligheder i forbindelse med den første danske henrettelse førte tyskerne liget til Warnemünde, hvor en foreløbig bisættelse fandt sted. Poul Kjær Sørensen blev genbegravet på Nørresundby kirkegård 13. juli 1947. Henrettelsen var en medvirkende årsag til, at den danske regering opgav samarbejdspolitikken dagen efter.
I afskedsbrevet til sin far skrev han:
| Citat | Kære Fader! Jeg er blevet sendt til København, og naar du læser dette Brev, er jeg ikke mere; Benaadningsansøgningen er blevet afslaaet; jeg maa herefter herigennem sige Jer allesammen farvel, tag det nu ikke tungt, men tilgiv mig, at jeg har forvoldt jer saa store Sorger. Jeg vilde gerne ligge ved siden af min Moder, hvis det kan lade sig gøre. Farvel, Fader, Søster og Broder, hils hele min Familie. Jeres hengivne Paul. N.B. Hvis der er noget, Else gerne vil have af mine sager saa giv hende det (Del med hende, Far). | Citat |
|       | |       |

## Bøger
- Erik Arboe-Rasmussen, Den første beretning om, og baggrunden for, tyskernes første henrettelse af en dansk frihedskæmper. København: Thaning & Appel 1954.
- Henrik Gjøde Nielsen, En by i krig - Viborg. Viborg: 2012.